# SCB A 2/4
Die SCB A2T, besser bekannt unter der späteren Bezeichnung A 2/4 der Schweizerischen Bundebahnen (SBB), waren  Dampflokomotiven mit Schlepptender, die von der Schweizerischen Centralbahn (SCB) ab 1897 für den Schnellzugdienst beschafft wurden. Neben den 15 von der SCB in Auftrag gegebenen Maschinen, liess die SBB weitere fünf nachbauen. Lokomotive SCB Nr. 261 war an der Weltausstellung Paris 1900 ausgestellt. 

## Geschichte
Die zunehmenden Zuggewichte verlangten Ende des 19. Jahrhunderts stärkere Lokomotiven. Das Pflichtenheft verlangte von der Lokomotiven, dass sie auf einer Steigung von 10 ‰ Züge mit 240 t Last mit einer Geschwindigkeit von 45 km/h fahren konnten. Weiter war die Bauart als Vierzylinder-Verbundlokomotive mit zwei Kuppelachsen und einem vorlaufenden Drehgestell, auch American genannt, vorgeschrieben. Vorbild der Lokomotiven waren die JS A 2/4 von 1892.
Im Betrieb wurden die Lokomotive für 260-t-Züge auf 10 ‰-Rampen freigegeben und die zulässige Höchstgeschwindigkeit auf 90 km/h festgesetzt. In der Ebene konnten 600-t-Güterzüge gefahren werden. 
Im Betrieb zeigten die Lokomotiven keinen Vorteil gegenüber den Zweizylinder-Verbundlokomotiven. Weder war der Lauf ruhiger, noch konnten bei Vergleichsfahrten eine Kohleneinsparung festgestellt werden. Die grössere Anfahrzugkraft des Vierzylinder-Triebwerks liess sich in der Praxis nicht nutzen, weil die Lokomotive mit nur zwei Kuppelachsen zu wenig Reibungsmasse hatte und deshalb bei grossen Kräften zum Schleudern neigte. Aufgrund dieser Erfahrungen wurde die NOB A 2/4 als Zweizylinder-Verbundlokomotive ausgeführt.

## Technik
Die Verbundlokomotive wurde nach der Bauart de Glehn ausgeführt – die Aussenzylinder des Hochdruckmaschine arbeiteten auf die zweite Kuppelachse, die Innenzylinder des Niederdrucktriebwerks auf die erste. Die Niederdruckzylinder waren in einem gemeinsamen Gussstück im Rahmen angeordnet und waren ungefähr über der Mitte des vorlaufenden Drehgestells 1:40 aus der Horizontalen geneigt angeordnet. Für das Hochdrucktriebwerk wurde die Walschaerts-Steuerung verwendet, für das Innentriebwerk diejenige nach Joy, die ohne Exzenter die Bewegung direkt von den Triebstangen ableitete. Für die innere Steuerung wurden bei allen Zylindern Flachschieber mit Trickkanal verwendet. Ein Ventil ermöglichte beim Anfahren Frischdampf in die Niederdruckzylinder zu leiten. Die Kurbeln der Hoch- und Niederdruckzylinder auf einer Fahrzeugseite wurden 162°statt 180°versetzt angeordnet, um zu vermeiden, dass beim Anfahren mehr als ein Zylinder in Totpunktlage steht.   